# 161-я пехотная дивизия (вермахт)
161-я пехотная дивизия — тактическое соединение сухопутных войск вооружённых сил нацистской Германии периода Второй мировой войны.

## История формирования дивизии
Дивизия была сформирована в 1-м округе рейхсвера в Восточной Пруссии (Кенигсберг) зимой 1939—1940 года на полигоне Арис из запасных частей.
Дивизия относилась к 7-й волне формирования и имела численность, по штату в 14 000 человек.
Перед войной с СССР дислоцировась в польском городе Сувалки.
Расформирована 9 октября 1944 года.

### Дислокация
- Германия — ноябрь 1939 года — июнь 1940 года;
- Восточный театр военных действий: группа армий «Центр» — июнь 1941 года — ноябрь 1943 года.
- Западный театр военных действий:;

## Боевой путь дивизии

### Операция «Барбаросса»
22 июня 1941 года 161-я пехотная дивизия перешла границу СССР в районе севернее Августовского канала (примерно 30 км севернее Гродно).

Утреннее донесение группы армий «Центр» на 8.00 22.06.1941: «161-я пехотная дивизия вышла на высоту с отм. 118 (3 км западнее Шабаны), Моцевичи.»:

17 июля 1941 года, во время захвата города Лида (скорее всего некорректный перевод, Лида была захвачена в конце июня 1941 г.), я был свидетелем следующего инцидента: командир кавалерийского взвода 336-го пехотного полка 161-й пехотной дивизии согнал 20 граждан еврейской национальности для дальнейшего конвоирования. Эта группа граждан состояла из людей в возрасте от 16 до 60 лет. При выходе из города с ними обращались очень жестоко. Людей избивали прикладами карабинов многим в кровь разбив лица. Затем они должны были рыть яму при продолжающихся истязаниях. Когда работа была закончена, люди должны были встать в очередь перед могилой, после чего поочередно все были расстреляны. Никаких причин для подобных действий не существовало.— [1]

30 июля 1941 года командир 1-го батальона 364-го пехотного полка 161-й пехотной дивизии майор фон Клитцинг заставил пленных красноармейцев, под мощнейшим артиллерийским обстрелом, доставить боеприпасы на передовую линию. Семь красноармейцев больше не вернулись.— 

### Духовщинская операция

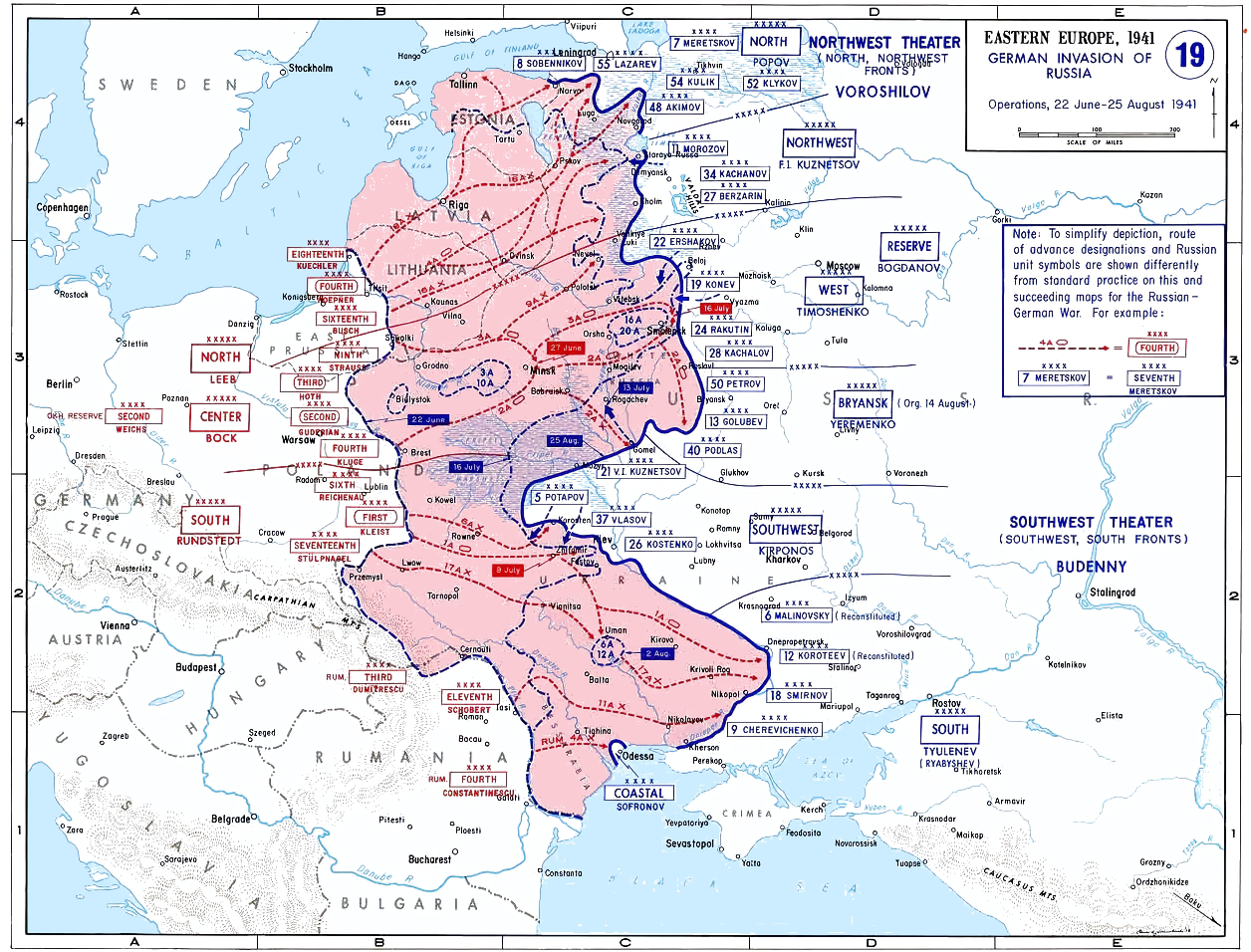
Июль-сентябрь 1941

### Операция «Тайфун»
Калинин обороняли части 161-й и 129-й пехотных дивизий.
С декабря 1941 года по октябрь 1942 года участвовала в позиционных боях возле Ржева.
В рамках крупного советского наступления в Румынии с 1 августа 1944 года 161-я пехотная дивизия попала в окружение в составе 6-й армии и в ходе боёв Ясско-Кишинёвской операции к 5 сентября 1944 года была почти полностью уничтожена.

## Командиры
- генерал-лейтенант Герман Вильк 1 декабря 1939 г. - 17 сентября 1941 г.
- генерал-лейтенант Генрих Рекке 17 сентября 1941 г. - 15 августа 1942 г.
- Генерал-майор Отто Шелл 15-22 августа 1942 г.
- генерал-лейтенант Карл-Альбрехт фон Гроддек 22 августа 1942 г. - 28 августа 1943 г.
- Генерал-майор Пауль Дрекманн 28 августа - 15 ноября 1943 г.
- Генерал-майор Пауль Дрекманн 27 июля - 5 сентября 1944 г.

## Награждённые Рыцарским крестом Железного креста
- Адольф Абель — 23 сентября 1943 — майор, командир 364-го гренадёрского пехотного полка.
- Георг Вильгельм Постель — 9 августа 1942 — оберст, командир 364-го пехотного полка.
- Генрих Реке — 4 сентября 1943 — генерал-лейтенант, командир дивизии.